# Cyril Suk
Cyril Suk III (Praga, Txecoslovàquia, 29 de gener de 1967) és un exjugador de tennis txec. Especialista en dobles, va conquerir un títol de Grand Slam en la modalitat i 4 en dobles mixt. Després de la seua retirada ha servit com a capità de l'equip txec de la Copa Davis l'any 2003.

## Biografia
Suk va néixer a Praga dins una família molt lligada al món del tennis. Sa mare, Věra Suková, va ser finalista de Wimbledon el 1952, i el seu pare, Cyril Suk II va ser president de la federació txecoslovaca de tennis. Sa germana, Helena Suková, va ser una extraordinària tennista que va arribar a completar el Grand Slam en dobles femenins, i amb qui va disputar quatre finals de Grand Slam en dobles mixts, tres de les quals amb títol inclòs.
L'any 1984 va guanyar el Roland Garros en categoria júnior junt al seu compatriota Petr Korda, esdevenint la millor parella júnior de l'any.
Es va casar amb Lenka l'any 1991, amb la qual tenen dos fills, Cyril IV (1992) i Natalie Mia (1996).

## Torneigs de Grand Slam

### Dobles masculins: 1 (1−0)
| Resultat  | Núm. | Any  | Torneig | Parella       | Oponents                   | Marcador      |
| --------- | ---- | ---- | ------- | ------------- | -------------------------- | ------------- |
| Guanyador | 1.   | 1998 | US Open | Sandon Stolle | Mark Knowles Daniel Nestor | 4−6, 7−6, 6−2 |

### Dobles mixts: 8 (4−4)
| Resultat  | Núm. | Any  | Torneig              | Parella        | Oponents                           | Marcador            |
| --------- | ---- | ---- | -------------------- | -------------- | ---------------------------------- | ------------------- |
| Guanyador | 1.   | 1991 | Roland Garros        | Helena Suková  | Caroline Vis Paul Haarhuis         | 3−6, 6−4, 6−1       |
| Guanyador | 2.   | 1992 | Wimbledon            | Larisa Neiland | Miriam Oremans Jacco Eltingh       | 7−6(2), 6−2         |
| Finalista | 1.   | 1995 | Open d'Austràlia     | Gigi Fernández | Natasha Zvereva Rick Leach         | 6−7(4), 7−6(3), 4−6 |
| Finalista | 2.   | 1995 | Wimbledon            | Gigi Fernández | Martina Navrátilová Jonathan Stark | 4−6, 4−6            |
| Finalista | 3.   | 1995 | US Open              | Gigi Fernández | Meredith McGrath Matt Lucena       | 4−6, 4−6            |
| Guanyador | 3.   | 1996 | Wimbledon (2)        | Helena Suková  | Larisa Neiland Mark Woodforde      | 1−6, 6−3, 6−2       |
| Guanyador | 4.   | 1997 | Wimbledon (3)        | Helena Suková  | Larisa Neiland Andreï Olhovskiy    | 4−6, 6−3, 6−4       |
| Finalista | 4.   | 1998 | Open d'Austràlia (2) | Helena Suková  | Venus Williams Justin Gimelstob    | 2−6, 1−6            |

## Palmarès

### Dobles masculins: 59 (32−27)
| Llegenda (pre/post 2009)                                 |
| -------------------------------------------------------- |
| Grand Slams (1−0)                                        |
| Tennis Masters Cup / ATP Finals (0−0)                    |
| ATP Masters Series / ATP World Tour Masters 1000 (2−4)   |
| ATP International Series Gold / ATP World Tour 500 (7−7) |
| ATP International Series / ATP World Tour 250 (22−16)    |

| Títols per superfície |
| --------------------- |
| Dura (12−9)           |
| Gespa (6−3)           |
| Terra batuda (10−7)   |
| Moqueta (4−8)         |

| Resultat  | Núm. | Data                   | Torneig                         | Superfície   | Parella            | Oponents en la final                 | Marcador            |
| --------- | ---- | ---------------------- | ------------------------------- | ------------ | ------------------ | ------------------------------------ | ------------------- |
| Finalista | 1.   | 24 de juliol de 1989   | Stuttgart, Alemanya             | Terra batuda | Florin Segărceanu  | Petr Korda Tomáš Šmíd                | 3−6, 4−6            |
| Guanyador | 1.   | 14 d'agost de 1989     | Saint-Vincent, Itàlia           | Terra batuda | Josef Čihák        | Massimo Cierro Alessandro de Minicis | 6−4, 6−2            |
| Finalista | 2.   | 4 de febrer de 1991    | Milà, Itàlia                    | Moqueta      | Tom Nijssen        | Omar Camporese Goran Ivanišević      | 4−6, 6−7            |
| Finalista | 3.   | 1 d'abril de 1991      | Estoril, Portugal               | Terra batuda | Tom Nijssen        | Paul Haarhuis Mark Koevermans        | 3−6, 3−6            |
| Guanyador | 2.   | 5 d'agost de 1991      | Praga, Txecoslovàquia           | Terra batuda | Vojtěch Flégl      | Libor Pimek Daniel Vacek             | 6−4, 6−2            |
| Guanyador | 3.   | 30 de setembre de 1991 | Tolosa, França                  | Dura (i)     | Tom Nijssen        | Jeremy Bates Kevin Curren            | 4−6, 6−3, 7−6       |
| Guanyador | 4.   | 14 d'octubre de 1991   | Lió, França                     | Moqueta      | Tom Nijssen        | Steve DeVries David Macpherson       | 7−6, 6−3            |
| Finalista | 4.   | 21 d'octubre de 1991   | Estocolm, Suècia                | Moqueta      | Tom Nijssen        | John Fitzgerald Anders Järryd        | 5−7, 2−6            |
| Guanyador | 5.   | 17 de febrer de 1992   | Stuttgart                       | Moqueta      | Tom Nijssen        | John Fitzgerald Anders Järryd        | 6−3, 6−7, 6−3       |
| Finalista | 5.   | 6 de juliol de 1991    | Gstaad, Suïssa                  | Terra batuda | Petr Korda         | Hendrik Jan Davids Libor Pimek       | Renúncia            |
| Guanyador | 6.   | 28 de setembre de 1992 | Basilea, Suïssa                 | Dura (i)     | Tom Nijssen        | Karel Nováček David Rikl             | 6−3, 6−4            |
| Finalista | 6.   | 12 d'octubre de 1992   | Bolzano/Bozen, Itàlia           | Moqueta      | Tom Nijssen        | Anders Järryd Bent-Ove Pedersen      | 1−6, 7−6, 3−6       |
| Finalista | 7.   | 8 de febrer de 1993    | Milà (2)                        | Moqueta      | Tom Nijssen        | Mark Kratzmann Wally Masur           | 6−4, 3−6, 4−6       |
| Guanyador | 7.   | 14 de juny de 1993     | Halle, Alemanya                 | Gespa        | Petr Korda         | Mike Bauer Marc-Kevin Goellner       | 7−6, 5−7, 6−3       |
| Guanyador | 8.   | 19 de juliol de 1993   | Stuttgart                       | Terra batuda | Tom Nijssen        | Gary Muller Piet Norval              | 7−6, 6−3            |
| Guanyador | 9.   | 16 d'agost de 1993     | New Haven, Estats Units         | Dura         | Daniel Vacek       | Steve DeVries David Macpherson       | 6−3, 7−6            |
| Finalista | 8.   | 1 de novembre de 1993  | París, França                   | Moqueta      | Tom Nijssen        | Byron Black Jonathan Stark           | 6−4, 5−7, 2−6       |
| Guanyador | 10.  | 3 de gener de 1994     | Oahu, Estats Units              | Dura         | Tom Nijssen        | Alex O'Brien Jonathan Stark          | 6−4, 6−4            |
| Guanyador | 11.  | 7 de febrer de 1994    | Milà                            | Moqueta      | Tom Nijssen        | Hendrik Jan Davids Piet Norval       | 4−6, 7−6, 7−6       |
| Finalista | 9.   | 20 de febrer de 1995   | Stuttgart                       | Moqueta      | Daniel Vacek       | Grant Connell Patrick Galbraith      | 2−6, 2−6            |
| Guanyador | 12.  | 17 d'abril de 1995     | Niça, França                    | Terra batuda | Daniel Vacek       | Luke Jensen David Wheaton            | 3−6, 7−6, 7−6       |
| Guanyador | 13.  | 15 de maig de 1995     | Roma, Itàlia                    | Terra batuda | Daniel Vacek       | Jan Apell Jonas Björkman             | 6−3, 6−4            |
| Finalista | 10.  | 17 de juliol de 1995   | Washington D.C., Estats Units   | Dura         | Petr Korda         | Olivier Delaître Jeff Tarango        | 6−1, 3−6, 2−6       |
| Guanyador | 14.  | 21 d'agost de 1995     | Long Island, Estats Units       | Dura         | Daniel Vacek       | Rick Leach Scott Melville            | 5−7, 7−6, 7−6       |
| Finalista | 11.  | 11 de setembre de 1995 | Bucarest, Romania               | Terra batuda | Daniel Vacek       | Mark Keil Jeff Tarango               | 4−6, 6−7            |
| Guanyador | 15.  | 25 de setembre de 1995 | Basilea (2)                     | Dura (i)     | Daniel Vacek       | Mark Keil Peter Nyborg               | 3−6, 6−3, 6−3       |
| Finalista | 12.  | 23 d'octubre de 1995   | Essen, Alemanya                 | Moqueta      | Daniel Vacek       | Jacco Eltingh Paul Haarhuis          | 5−7, 4−6            |
| Finalista | 13.  | 4 de març de 1996      | Rotterdam, Països Baixos        | Moqueta      | Hendrik Jan Davids | David Adams Marius Barnard           | 3−6, 7−5, 6−7       |
| Finalista | 14.  | 5 d'agost de 1996      | Cincinnati, Estats Units        | Dura         | Sandon Stolle      | Mark Knowles Daniel Nestor           | 6−3, 3−6, 4−6       |
| Finalista | 15.  | 12 d'agost de 1996     | Indianapolis, Estats Units      | Dura         | Petr Korda         | Jim Grabb Richey Reneberg            | 6−7, 6−4, 4−6       |
| Guanyador | 16.  | 23 de setembre de 1996 | Ostrava (3)                     | Dura (i)     | Sandon Stolle      | Ján Krošlák Karol Kučera             | 7−6, 6−3            |
| Finalista | 16.  | 10 de febrer de 1997   | Dubai, Emirats Àrabs Units      | Dura         | Sandon Stolle      | Sander Groen Goran Ivanišević        | 6−7, 3−6            |
| Finalista | 17.  | 17 de febrer de 1997   | Anvers, Bèlgica                 | Dura (i)     | Sandon Stolle      | David Adams Olivier Delaître         | 6−3, 2−6, 1−6       |
| Finalista | 18.  | 9 de juny de 1997      | Londres, Regne Unit             | Gespa        | Sandon Stolle      | Mark Philippoussis Patrick Rafter    | 2−6, 6−4, 5−7       |
| Guanyador | 17.  | 3 de novembre de 1997  | Moscou, Rússia                  | Moqueta      | Martin Damm        | David Adams Fabrice Santoro          | 6−4, 6−3            |
| Guanyador | 18.  | 2 de març de 1998      | Scottsdale, Estats Units        | Dura         | Michael Tebbutt    | Kent Kinnear David Wheaton           | 4−6, 6−1, 7−6       |
| Finalista | 19.  | 6 de juliol de 1998    | Gstaad (2)                      | Terra batuda | Daniel Orsanic     | Gustavo Kuerten Fernando Meligeni    | 4−6, 5−7            |
| Guanyador | 19.  | 31 d'agost de 1998     | US Open, Estats Units           | Dura         | Sandon Stolle      | Mark Knowles Daniel Nestor           | 4−6, 7−6, 6−2       |
| Guanyador | 20.  | 5 de juliol de 1999    | Gstaad                          | Terra batuda | Donald Johnson     | Aleksandar Kitinov Eric Taino        | 7−5, 7−6(4)         |
| Guanyador | 21.  | 19 de juny de 1999     | 's-Hertogenbosch, Països Baixos | Gespa        | Martin Damm        | Paul Haarhuis Sandon Stolle          | 6−4, 6−7(5), 7−6(5) |
| Guanyador | 22.  | 24 de juliol de 2000   | Kitzbühel, Àustria              | Terra batuda | Pablo Albano       | Joshua Eagle Andrew Florent          | 6−3, 3−6, 6−3       |
| Finalista | 20.  | 18 de juny de 2001     | 's-Hertogenbosch                | Gespa        | Martin Damm        | Paul Haarhuis Sjeng Schalken         | 4−6, 4−6            |
| Finalista | 21.  | 7 de gener de 2002     | Auckland, Nova Zelanda          | Dura         | Martín García      | Jonas Björkman Todd Woodbridge       | 6−7, 6−7            |
| Guanyador | 23.  | 4 de març de 2002      | Delray Beach, Estats Units      | Dura         | Martin Damm        | David Adams Ben Ellwood              | 4−6, 6−7(5), [10−5] |
| Guanyador | 24.  | 6 de maig de 2002      | Roma (2)                        | Terra batuda | Martin Damm        | Wayne Black Kevin Ullyett            | 7−5, 7−5            |
| Guanyador | 25.  | 17 de juny de 2002     | 's-Hertogenbosch (2)            | Gespa        | Martin Damm        | Paul Haarhuis Brian MacPhie          | 7−6(6), 6−7(6), 6−4 |
| Guanyador | 26.  | 30 de desembre de 2003 | Doha, Qatar                     | Dura         | Martin Damm        | Mark Knowles Daniel Nestor           | 6−4, 7−6(8)         |
| Finalista | 22.  | 9 de juny de 2003      | Halle                           | Gespa        | Martin Damm        | Jonas Björkman Todd Woodbridge       | 3−6, 4−6            |
| Guanyador | 27.  | 16 de juny de 2003     | 's-Hertogenbosch (3)            | Gespa        | Martin Damm        | Donald Johnson Leander Paes          | 7−5, 7−6(4)         |
| Guanyador | 28.  | 21 de juliol de 2003   | Kitzbühel (2)                   | Terra batuda | Martin Damm        | Jürgen Melzer Alexander Peya         | 6−4, 6−4            |
| Finalista | 23.  | 18 d'agost de 2003     | Long Island                     | Dura         | Martin Damm        | Robbie Koenig Martín Rodríguez       | 3−6, 6−7            |
| Guanyador | 29.  | 5 de gener de 2003     | Doha (2)                        | Dura         | Martin Damm        | Stefan Koubek Andy Roddick           | 6−2, 6−4            |
| Finalista | 24.  | 23 de febrer de 2004   | Marsella, França                | Dura (i)     | Martin Damm        | Mark Knowles Daniel Nestor           | 5−7, 3−6            |
| Guanyador | 30.  | 14 de juny de 2004     | 's-Hertogenbosch (4)            | Gespa        | Martin Damm        | Lars Burgsmüller Jan Vacek           | 6−3, 6−7(7), 6−3    |
| Guanyador | 31.  | 11 d'octubre de 2004   | Kitzbühel (3)                   | Terra batuda | Martin Damm        | Gastón Etlis Martín Rodríguez        | 6−7(4), 6−4, 7−6(4) |
| Finalista | 25.  | 14 de febrer de 2005   | Rotterdam (2)                   | Dura (i)     | Pavel Vízner       | Jonathan Erlich Andy Ram             | 4−6, 6−4, 3−6       |
| Guanyador | 32.  | 13 de juny de 2005     | 's-Hertogenbosch (5)            | Gespa        | Pavel Vízner       | Tomáš Cibulec Leoš Friedl            | 6−3, 6−4            |
| Finalista | 26.  | 22 de maig de 2006     | Pörtschach, Àustria             | Terra batuda | Oliver Marach      | Paul Hanley Jim Thomas               | 3−6, 6−4, [5−10]    |
| Finalista | 27.  | 24 de juliol de 2006   | Kitzbühel                       | Terra batuda | Oliver Marach      | Philipp Kohlschreiber Stefan Koubek  | 2−6, 3−6            |

## Trajectòria

### Dobles
| Torneig | 1987 | 1988 | 1989        | 1990        | 1991        | 1992 | 1993        | 1994        | 1995        | 1996 | 1997        | 1998        | 1999        | 2000 | 2001        | 2002        | 2003        | 2004 | 2005        | 2006        | 2007        | Títols | V − D   |
| --- | ---- | ---- | ----------- | ----------- | ----------- | ---- | ----------- | ----------- | ----------- | ---- | ----------- | ----------- | ----------- | ---- | ----------- | ----------- | ----------- | ---- | ----------- | ----------- | ----------- | ------ | ------- |
| Open d'Austràlia | A    | A    | 1R          | 2R          | 2R          | QF   | 2R          | QF          | 2R          | 3R   | 2R          | 3R          | 1R          | A    | 1R          | 1R          | 3R          | 2R   | 2R          | 3R          | A           | 0 / 17 | 21 − 17 |
| Roland Garros | 2R   | 2R   | 2R          | 2R          | QF          | 2R   | 2R          | 3R          | 2R          | 2R   | 1R          | 1R          | 1R          | 1R   | QF          | QF          | 2R          | 2R   | 2R          | 2R          | 2R          | 0 / 21 | 21 − 21 |
| Wimbledon | 1R   | A    | 2R          | 1R          | 3R          | 1R   | 2R          | QF          | 1R          | 2R   | 3R          | 3R          | 1R          | 3R   | 2R          | QF          | QF          | 2R   | 2R          | 2R          | 2R          | 0 / 20 | 27 − 20 |
| US Open | A    | A    | A           | 1R          | 1R          | 3R   | 3R          | QF          | 2R          | 1R   | QF          | G           | 3R          | 1R   | 2R          | 1R          | QF          | 3R   | QF          | 1R          | 1R          | 1 / 18 | 28 − 17 |
| Jocs Olímpics | NC   | A    | No celebrat | No celebrat | No celebrat | A    | No celebrat | No celebrat | No celebrat | A    | No celebrat | No celebrat | No celebrat | A    | No celebrat | No celebrat | No celebrat | 2R   | No celebrat | No celebrat | No celebrat | 0 / 1  | 1 − 1   |
| Rànquing a final d'any | 108  | 88   | 88          | 75          | 18          | 17   | 9           | 24          | 8           | 32   | 23          | 11          | 41          | 58   | 35          | 14          | 16          | 16   | 26          | 37          | −           |        |         |
| Llegenda: G: Guanyador; F: Finalista; SF: Semifinalista; QF: Quarts de final; Q: Qualificació; A: Absent; RR: Round Robin; |      |      |             |             |             |      |             |             |             |      |             |             |             |      |             |             |             |      |             |             |             |        |         |